# Kile (edytor tekstu)
Kile – graficzny edytor tekstu przeznaczony do redagowania dokumentów w formacie TeX/LaTeX. Program można uruchomić na platformach takich, jak Linux, OS X, Windows oraz BSD.
Cechy programu to:
- Kompilacja i konwersja pomiędzy formatami dokumentów.
- Automatyczne dopełnianie poleceń systemu (La)TeX.
- Wstępne wzorce i kreatory nowego dokumentu.
- Wbudowana przeglądarka plików DVI.
- Automatyczne tworzenie drzewa struktury dokumentu.
- Możliwość łączenia kilku dokumentów w projekt.